# Элизахар
Элизахар (лат. Elisagarus; VIII век — не ранее 837) — церковный и государственный деятель Франкской империи.

## Биография
Элизахар был клириком, входившим в круг приближённых Людовика I Благочестивого. Когда тот был ещё правителем Аквитании, Элизахар в 808 году возглавил его королевскую канцелярию. После же того как Людовик Благочестивый в 814 году стал правителем Франкской империи, Элизахар получил должность канцлера всего государства, став на этом посту преемником Иеремии. Элизахар был канцлером до 819 года, когда его сменил в этой должности Фридугис. В дальнейшем Элизахар продолжал оставаться в числе придворных Людовика I Благочестивого, за исключением периода смуты 830—834 годов.
В том числе, в 826 году Элизахар вместе с графами Хильдебрандом и Донатом Лупом возглавил франкское войско, направленное в Испанскую марку для подавления мятежа графа Разеса и Конфлана Гильемунда. Действуя совместно с графом Бернаром Септиманским, франкские полководцы хотя и не смогли подавить мятеж, но, заняв бо́льшую часть владений Гильемунда, заставили отступить того в горные районы Разеса.
В современных ему документах Элизахар упоминается как настоятель двух больших монастырей: аббатства Святого Альбина в Анже и аббатства Святого Рихария в Сен-Рикье (831—837 годы).
Элизахар известен как музыкант, по настоянию Бенедикта Анианского усовершенствовавший антифонарий. Среди его друзей при дворе Людовика I Благочестивого называются Агобард, Нибридий и Фрекульф. Последний из них посвятил Элизахару первые пять книг своей «Всемирной хроники».